# Ledanía
Ledanía, hermandad, mancomunidad, comunero, junta, común o  comunidad es, en la organización territorial española, un espacio territorial que usufructúan comunalmente unos concejos, municipios o villas hermanas y sus vecinos, y sobre el cual ejerce la jurisdicción una junta.
En España existen numerosas comarcas asociadas configurando hermandades con el fin de explotar en común unos recursos que individualmente no sería factible (aprovechamientos forestales) o de los cuales ambas partes se complementan (pastizales de verano e invierno para el ganado).

## Ledanías de Burgos

Ledanías, comuneros y comunidades de la provincia de Burgos.

En la provincia de Burgos existen cinco:[cita requerida]
- Código IGN - 975, de 9.270,6 hectáreas, correspondiendo a Castrillo de la Reina, Hacinas y Salas de los Infantes.
- Código IGN - 976, de 907,7 hectáreas, correspondiendo a Hacinas y Salas de los Infantes.
- Código IGN - 977, de 52,5 hectáreas, correspondiendo a Salas de los Infantes y Villanueva de Carazo.
- Código IGN - 979, de 3.596,0 hectáreas, correspondiendo a Castrillo de la Reina, Hacinas, Monasterio de la Sierra y Castrovido (Salas de los Infantes).
- Código IGN - 981, de 1.540,5 hectáreas, correspondiendo a Huerta de Abajo y Tolbaños de Abajo (Valle de Valdelaguna).

## Comuneros
- Comunero de Ansó y Hecho (Huesca)
- Comunero de Arauzo de Miel y Huerta del Rey (Burgos)
- Comunero de Revenga (Burgos)

## Comunidades
- Comunidad de Albalate de Zorita e Illana (Guadalajara)
- Comunidad de Aldehorno y Moradillo de Roa (Burgos y Segovia)
- Comunidad de Barbadillo de Herreros y Vallejimeno (Burgos)
- Comunidad de Barbadillo del Mercado, Hacinas, La Revilla y Ahedo, Salas de los Infantes y Villanueva de Carazo (Burgos)
- Comunidad de Barbadillo del Mercado, Hacinas, La Revilla y Ahedo y Villanueva de Carazo (Burgos)
- Comunidad de Barbadillo del Mercado, La Revilla y Ahedo y Cascajares de la Sierra (Burgos)
- Comunidad de Barbadillo del Mercado, La Revilla y Ahedo y Pinilla de los Moros (Burgos)
- Comunidad de Barbadillo del Mercado, La Revilla y Ahedo, Salas de los Infantes y Villanueva de Carazo (Burgos)
- Comunidad de Barbadillo del Pez y Jaramillo de la Fuente (Burgos)
- Comunidad de Barbadillo del Pez y Riocavado de la Sierra (Burgos)
- Comunidad de Bascuñana y Viloria de Rioja (Burgos)
- Comunidad de Benatae y Torres de Albanchez (Jaén)
- Comunidad de Canicosa de la Sierra y Casarejos (Burgos y Soria)
- Comunidad de Canicosa de la Sierra y Vilviestre del Pinar (Burgos)
- Comunidad de Castrotierra de la Valduerna (León)
- Comunidad de Cilleruelo de Arriba y Pineda Trasmonte (Burgos)
- Comunidad de Covarrubias, Quintanilla del Coco y Retuerta (Burgos)
- Comunidad de Cubillo del Campo y Hontoria de la Cantera (Burgos)
- Comunidad de Fuente Carazo (Burgos)
- Comunidad de Gete y Hacinas (Burgos)
- Comunidad de Herrera de Soria, Nafría de Ucero y Ucero (Soria)
- Comunidad de Hontoria del Pinar y Palacios de la Sierra (Burgos)
- Comunidad de Hortigüela, Mambrillas de Lara, Jurisdicción de Lara y Campolara (Burgos)
- Comunidad de La Aynosa (Burgos)
- Comunidad de Los Ausines y Revilla del Campo (Burgos)
- Comunidad de Merindad de Río Ubierna, Quintanilla Vivar y Sotragero (Burgos)
- Comunidad de Palacios de la Sierra, Vilviestre del Pinar y San Leonardo de Yagüe (Burgos y Soria)
- Comunidad de Quintanaortuño y Merindad de Río Ubierna (Burgos)
- Comunidad de Quintanar de la Sierra y Vilviestre del Pinar (Burgos)
- Comunidad de Quintanarraya y Espeja de San Marcelino (Burgos y Soria)
- Comunidad de Quintanilla del Agua y Tordueles y Puentedura (Burgos)
- Comunidad de Revilla del Campo y Torrelara (Burgos)
- Comunidad de San Vicente del Valle y Villagalijo (Burgos)
- Comunidad de Sepúlveda-Riaza  (Segovia)
- Comunidad de Soto de la Vega y Villazala (León)
- Comunidad de Tardajos y Las Quintanillas (Burgos)
- Comunidad de Tinieblas de la Sierra y San Millán de Lara (Burgos)
- Comunidad de Villoruebo y Torrelara (Burgos)
- Comunidad de Vilviestre del Pinar y Palacios de la Sierra (Burgos)
- Comunidad de Vizcaínos y Jaramillo de la Fuente (Burgos)

## Mancomunidades
- Mancomunidad de Campoo-Cabuérniga, (Cantabria)
- Mancomunidad de Nalda, Sorzano y Viguera (La Rioja)
- Mancomunidad de Villagatón y Quintana del Castillo (León)
- Coto mancomunado de Pedrosillo el Ralo y Villaverde de Guareña (Salamanca)

## Otros terrenos mancomunados
- Soncarazo (Burgos)
- Cabeza Alta (Burgos)
- Dehesa de San Felices (Burgos)
- Común Grande de las Pegueras (Segovia)
- Los Baldíos (Madrid)